# Mary Lynn Rajskub
Mary Lynn Rajskub (Detroit, 22 giugno 1971) è un'attrice statunitense, conosciuta principalmente per aver interpretato il ruolo di Chloe O'Brian nella serie televisiva 24.

## Biografia
Di origini irlandesi, ceche e polacche, è nata a Detroit ma è cresciuta a Trenton, nel Michigan. Diplomatasi nel 1989 alla Trenton High School, si iscrisse successivamente al Detroit's College for Creative Studies e ottenne una laurea in pittura al San Francisco Art Institute. Iniziò quindi a studiare musica e recitazione.
Nel 1995 debuttò come attrice, interpretando dieci episodi della serie televisiva Mr. Show with Bob and David. In veste di chitarrista fece parte del duo musicale Girls Guitar Club. Dal 1999 al 2000 interpretò quindici episodi della serie L'atelier di Veronica, mentre al cinema fu diretta da registi quali Miloš Forman (in Man on the Moon), Todd Solondz (in Storytelling) e Paul Thomas Anderson (in Ubriaco d'amore).
Nel 2001 scrisse la sceneggiatura del cortometraggio The Girls Guitar Club, interpretando anche un ruolo come attrice. Nel 2003 entrò a far parte del cast di 24, ricevendo per la sua interpretazione due nomination agli Screen Actors Guild Awards, rispettivamente nel 2005 e nel 2007. Successivamente partecipò a film indipendenti quali Mysterious Skin e Little Miss Sunshine.
È inoltre apparsa nei videoclip delle canzoni The Good Life, dei Weezer, e A Change Would Do You Good, di Sheryl Crow.
La Rajskub è appassionata di arte e oltre a visitare i musei di Los Angeles, dove risiede, ha esposto alcune sue opere.

## Vita privata
La Rajskub ha avuto un figlio, Valentine Anthony, nato nel 2008 dalla sua relazione con l'attore Matthew Rolph,  che ha sposato l'anno seguente.

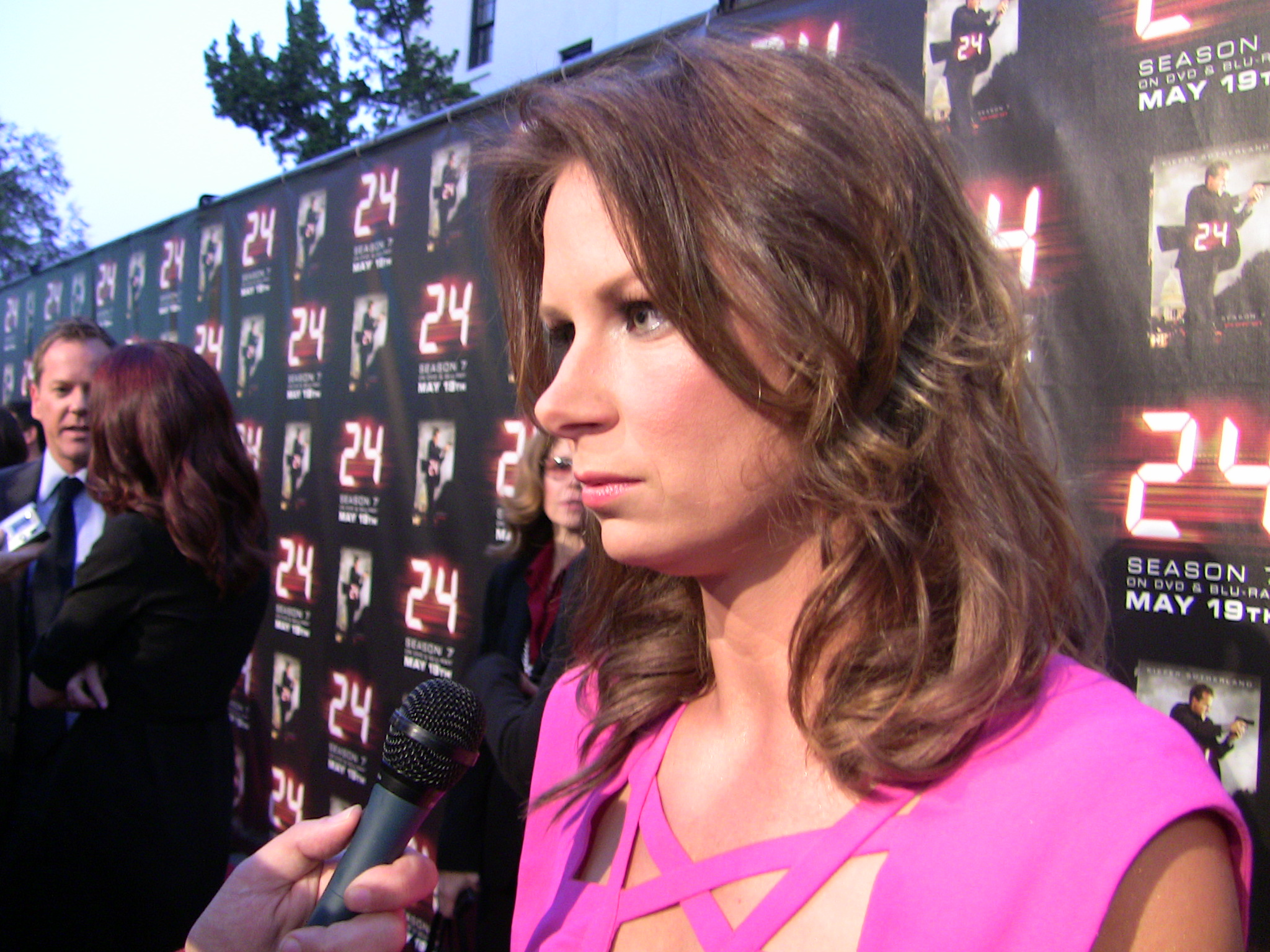
Mary Lynn Rajskub alla proiezione finale della serie 24 (2009)

## Filmografia parziale

### Attrice

#### Cinema
- Man on the Moon, regia di Miloš Forman (1999)
- Road Trip, regia di Todd Phillips (2000)
- Sunset Strip, regia di Adam Collis (2000)
- Storytelling, regia di Todd Solondz (2001)
- Anniversary Party (The Anniversary Party), regia di Jennifer Jason Leigh e Alan Cumming (2001)
- The Girls Guitar Club, regia di Ruben Fleischer - cortometraggio (2001)
- Ubriaco d'amore (Punch-Drunk Love), regia di Paul Thomas Anderson (2002)
- Tutta colpa dell'amore (Sweet Home Alabama), regia di Andy Tennant (2002)
- Una bionda in carriera (Legally Blonde 2: Red, White & Blonde), regia di Charles Herman-Wurmfeld (2003)
- Mysterious Skin, regia di Gregg Araki (2004)
- Little Miss Sunshine, regia di Jonathan Dayton e Valerie Faris (2006)
- Firewall - Accesso negato (Firewall), regia di Richard Loncraine (2006)
- Sunshine Cleaning, regia di Christine Jeffs (2008)
- Julie & Julia, regia di Nora Ephron (2009)
- Safety Not Guaranteed, regia di Colin Trevorrow (2012)
- The Kings of Summer, regia di Jordan Vogt-Roberts (2013)
- In search of Fellini, regia di Taron Lexton (2016)
- La guerra di domani (The Tomorrow War) regia di Chris McKay (2021)
- Scivolando sulla neve (Dashing Through The Snow), regia di Tim Story (2023)

#### Televisione
- Mr. Show with Bob and David – serie TV, 10 episodi (1995-1996)
- The Larry Sanders Show – serie TV, 18 episodi (1996-1998)
- L'atelier di Veronica (Veronica's Closet) – serie TV, 15 episodi (1999-2000)
- Una mamma per amica (Gilmore Girls) – serie TV, 2 episodi (2002-2006)
- Helter Skelter, regia di John Gray – film TV (2004)
- 24 – serie TV, 126 episodi (2003-2010)
- Royal Pains – serie TV, episodio 2x02 (2010)
- Modern Family – serie TV, episodio 2x12 (2011)
- How to Be a Gentleman – serie TV, 9 episodi (2011-2012)[6]
- The L.A. Complex – serie TV, episodio 1x01 (2012) – sé stessa
- Grey's Anatomy – serie TV, episodio 8x23 (2012)
- Dirty Work – webserie TV, 3 webisodi (2012)
- The Mentalist - Serie TV, episodio 5x11 (2013)
- 2 Broke Girls – serie TV, 5 episodi (2013-2014)
- Brooklyn Nine-Nine - serie TV, 5 episodi (2015–2016)
- The Girlfriend Experience – serie TV, 13 episodi (2016-in corso)
- Criminal Minds - serie TV, episodio 15x07 (2020)
- The Dropout - serie TV (2022)
- Presunto innocente (Presumed Innocent) – serie TV, episodio 1x08 (2024)
- North of North – serie TV (2025)

### Doppiatrice
- Un uomo in prestito (1996)
- Magnolia (1999)
- I Simpson - serie TV, 1 episodio (2007)

## Doppiatrici italiane
Nelle versioni in italiano delle opere in cui ha recitato, Mary Lynn Rajskub è stata doppiata da:
- Micaela Incitti in 24, 24: Live Antoher Day, La guerra di domani
- Claudia Razzi in The Dropout, Scivolando sulla neve
- Daniela Calò in Californication
- Emanuela D'Amico in Mysterious Skin
- Eleonora De Angelis in Julie e Julia
- Rossella Acerbo in Ubriaco d'amore
- Sabrina Duranti in Una bionda in carriera
- Selvaggia Quattrini in Sunshine Cleaning
- Alessandra Cassioli in The Mentalist
- Valeria Vidali in Hawaii Five-0
- Tiziana Avarista in Firewall - Accesso negato
- Anna Cesareni in The Girlfriend Experience
- Daniela Abbruzzese in Now Apocalypse
- Vittoria Balasco in Criminal Minds
- Francesca Fiorentini in Presunto innocente